# Kanton Villeneuve-de-Berg
Kanton Villeneuve-de-Berg (fr. Canton de Villeneuve-de-Berg) je francouzský kanton v departementu Ardèche v regionu Rhône-Alpes. Skládá se ze 17 obcí.

## Obce kantonu
- Berzème
- Darbres
- Lanas
- Lavilledieu
- Lussas
- Mirabel
- Rochecolombe
- Saint-Andéol-de-Berg
- Saint-Germain
- Saint-Gineis-en-Coiron
- Saint-Jean-le-Centenier
- Saint-Laurent-sous-Coiron
- Saint-Maurice-d'Ardèche
- Saint-Maurice-d'Ibie
- Saint-Pons
- Villeneuve-de-Berg
- Vogüé